# USS Drum (SS-228)
L' USS Drum (SS-228) est un sous-marin de la classe Gato de la marine des États-Unis, le premier navire de l'US Navy à porter ce nom (drum = tambour) lancé en 1941. Désarmé après la Seconde guerre mondiale il est un navire musée exposé à Mobile en Alabama, au Battleship Memorial Park.

## Historique
Le Drum a été posé le 11 septembre 1940 au Portsmouth Naval Shipyard de Kittery dans le Maine. Il a été lancé le 12 mai 1941, parrainé par Mme Beatrice M. Holcomb, épouse du major général Thomas Holcomb (en), commandant du Corps des Marines des États-Unis. Le bateau a été mis en service le 1er novembre 1941, sous le commandement du commandant Robert H. Rice (en).
Drum était le douzième de la classe Gato mais fut le premier achevé et le premier à entrer en combat pendant la Seconde Guerre mondiale. Il est le plus âgé de sa classe encore existant.

## Service actif

### Première patrouille
Drum est arrivé à Pearl Harbor depuis la côte est le 1er avril 1942, et après un voyage vers les îles Midway, il a quitté Pearl Harbor le 14 avril lors de sa première patrouille de guerre. Croisant au large des côtes du Japon, il a coulé le ravitailleur d'hydravions japonais Mizuho le 2 mai et a ensuite subi une attaque aux grenades sous-marines de 16 heures comprenant 31 charges de profondeur. Plus tard ce mois-là, il coula trois cargos (le premier non identifié, le deuxième : le Shonan Maru (5 000 BRT) et le troisième Kitakata Maru (2 300 BRT)) avant de retourner à Pearl Harbor le 12 juin pour se remettre en état. Pour ses efforts, l'équipage a reçu la Submarine Combat Patrol insignia (en).

### Deuxième patrouille
Le Drum effectua une mission dans les eaux entre les îles Truk et Kavieng du 10 juillet au 2 septembre 1942. Il trouva ses efforts entravés par les faibles performances des torpilles, mais il endommagea un cargo avant de retourner à Midway pour se remettre en état.

### Troisième patrouille
Le sous-marin a quitté Midway le 23 septembre 1942 à destination de la côte est de Kyūshū. Le 8 octobre, il entre en contact avec un convoi de quatre cargos et, défiant la couverture aérienne qui gardait les navires, a coulé le cargo/passagers de 5 652 tonnes IJA Hague Maru chargé de 4 000 tonnes de blé, de machines, d'acier, de pétrole, d'automobiles et de papier-monnaie capturé, avant d'être attaqué par les avions. Le jour suivant, il subit une charge sous-marine sévère de la part de plusieurs escorteurs après avoir attaqué et coulé le cargo de 2 461 tonnes Hachimanzan Maru. Le 20 octobre, il coule le Ryunan Maru de 5 106 tonnes, l'un des trois cargos à escorte aérienne, et endommage au moins deux autres navires avant de terminer sa patrouille à Pearl Harbor le 8 novembre.

### Quatrième patrouille
Du 29 novembre 1942 au 24 janvier 1943, il effectue une pose des mines dans le détroit de Bungo très fréquenté. Le 12 décembre, il repère le porte-avions léger japonais Ryūhō, qui avait un pont plein d'avions. Drum a lancé des torpilles sur cette cible de choix, marquant deux coups sûrs alors que le porte-avions s'éloignait. Lorsque le sous-marin a plongé sous le tir d'un destroyer, il a perdu le contrôle de la profondeur et son arbre bâbord a cessé de tourner. Alors qu'il effectuait des réparations d'urgence, il a subi deux vagues de charges de profondeur. Lorsqu'il refait surface quelques heures plus tard pour voir ce qu'était devenu le porte-avions, un avion l'obligea à replonger. Au cours de cette patrouille, Drum a également endommagé un gros pétrolier, autre cible de choix.

### Cinquième et sixième patrouilles
Après une révision en profondeur à Pearl Harbor, le Drum a effectué sa cinquième patrouille de guerre, du 24 mars au 13 mai 1943, en recherchant les eaux au sud des îles Truk après avoir terminé une reconnaissance photographique de Nauru. Il a coulé le cargo Yuzan (Oyama) Maru de 3 809 tonnes le 9 avril, et le 18 avril, il a coulé le cargo de 6 380 tonnes Nisshun Maru, transportant une cargaison de munitions, puis a rejoint Brisbane, en Australie. Sa sixième patrouille de guerre, du 7 juin au 26 juillet, l'a mené au nord de l'archipel Bismarck, où, le 17 juin, il a trouvé un convoi de 3 navires composé de 2 cargos escortés par un destroyer et a coulé le cargo à passagers de 5 086 tonnes Myoko Maru.

### Septième patrouille
Il est revenu à Brisbane et le 16 août il a repris sa nouvelle mission. Il a endommagé le cargo Yamagiri Maru de 6 439 tonnes, transportant une charge de matières premières pour l'effort de guerre, avec deux torpilles le 28 août.Il a également coulé le cargo de 1 334 tonnes Hakutetsu Maru #13 le 8 septembre et a patrouillé au large de la Nouvelle-Géorgie pendant les débarquements. Il fait escale à Tulagi du 29 septembre au 2 octobre pour réparer son gyrocompas avant de rejoindre Brisbane.

### Huitième patrouille
Le Drum a navigué le 2 novembre 1943 pour sa huitième patrouille de guerre, coordonnée avec les débarquements au Cap Torokina. En patrouillant entre les îles Carolines et la Nouvelle-Irlande, il a coulé l'offre de sous-marin Hie Maru (11 621 tonnes) le 17 novembre et le 22 novembre a attaqué un convoi de quatre cargos. Les escortes du convoi ont livré trois attaques de grenades sous-marines. Drum, lourdement endommagé, a rejoint Pearl Harbor. Arrivé le 5 décembre, l'inspection a révélé que la tourelle de commandement devait être remplacée, ce qui nécessitait qu'il navigue vers la côte ouest.

### Neuvième patrouille
De retour à Pearl Harbor le 29 mars 1944, le Drum a patrouillé dans les eaux autour d'Iwo Jima et d'autres îles de l'Archipel Ogasawara. Aucune cible digne n'a été contactée, mais une reconnaissance de Chichi-jima a permis d'obtenir des renseignements précieux pour le bombardement ultérieur de l'île par des navires de surface.

### Dixième et onzième patrouilles
Le sous-marin a été remis en état à Majuro du 31 mai au 24 juin 1944, puis s'est mis au service de sauvetage pour les raids sur les îles Yap et les Palaos. Il a coulé un sampan de 125 tonnes le 29 juillet, capturant deux prisonniers qu'il a ramené à Pearl Harbor le 14 août. Pour ses efforts pendant la patrouille, l'équipage a reçu l'insigne de patrouille de combat sous-marin. Il a navigué vers le détroit de Surigao le 9 septembre et après deux semaines dans le détroit sans contact, il a été demandé au nord à la mer de Chine méridionale. Il y a patrouillé pendant les débarquements de Leyte et la Bataille du golfe de Leyte et le 24 octobre a coulé le cargo à passagers Shikisan Maru (4 725 tonnes). Le 26 octobre, il a pris contact avec un convoi de 13 navires (10 marchands avec 3 escortes) et a coulé deux cargos à passagers, le Taihaku Maru (6 886 tonnes), le Taisho Maru (6 886 tonnes) et un navire de transport, le Tatsura Maru (6 420 tonnes) tonnes), endommageant également un autre cargo à passagers, l'Aoki Maru (3 710 tonnes), à destination des Philippines avec des renforts japonais. En naviguant pour Majuro pour le radoub, Drum a recherché à l'est du détroit de Luçon des aviateurs abattus.

### Douzième, Treizième et dernière patrouilles
Le Drum a été réapprovisionné et réparé à Majuro du 8 novembre au 7 décembre 1944, puis a navigué pour l'Archipel Ryūkyū lors de sa 12e patrouille de guerre. Un seul contact a été établi au cours de cette patrouille, et il est retourné à Guam le 17 janvier 1945. Au cours de sa 13e patrouille, du 11 février au 2 avril, Drum a joué un rôle dans les assauts sur Iwo Jima et Okinawa, fournissant un service de sauvetage pour les frappes aériennes sur l'archipel et les îles japonaises, car les bases ont été neutralisées avant les deux invasions. En revenant à Pearl Harbor, Drum a navigué vers la Côte Ouest pour une autre révision et après s'être dirigé à Pearl Harbor puis Midway le 9 août pour sa 14e patrouille qui a été écourté par la capitulation du Japon le 15 août. Il a rejoint Saipan à la fin des hostilités et de là a navigué de Pearl Harbor vers la zone du canal de Panama pour rejoindre Portsmouth dans le New Hampshire.

## Après la guerre
Drum' a été désarmé le 16 février 1946 et le 18 mars 1947, pour servir à Washington, DC, aux membres de la Réserve navale dans le Potomac River Naval Command jusqu'en 1967. Il est entré dans l'United States Navy reserve fleets à Norfolk en Virginie de 1967 à 1969.

### Récompenses
Drum a reçu un total de 12 étoiles de bataille pour son service pendant la Seconde Guerre mondiale. On lui attribue le naufrage de 15 navires, un total de 80 580 tonnes de navires ennemis, le huitième plus haut de tous les sous-marins américains en tonnage total japonais coulé.

## Préservation

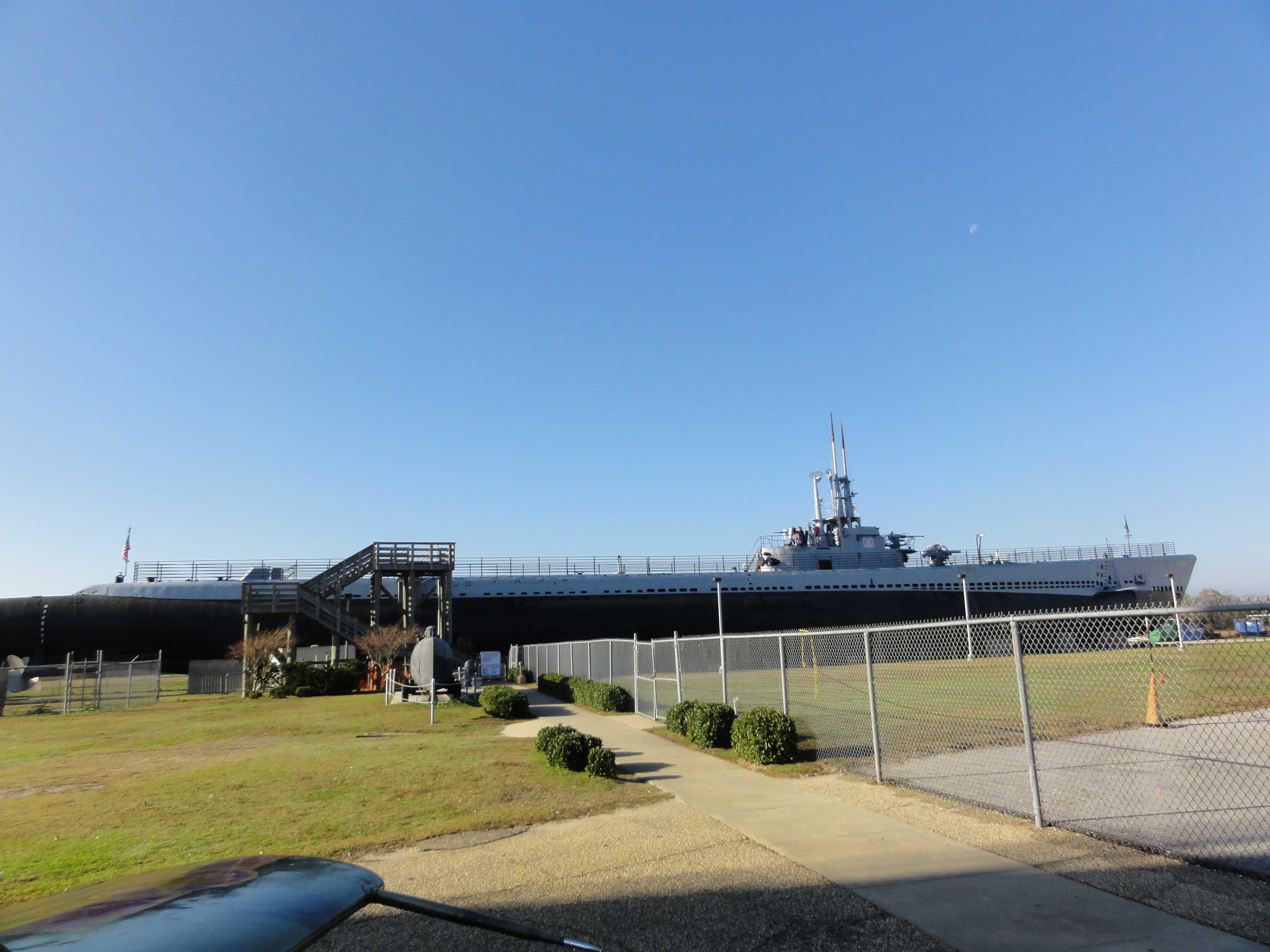
USS Drum au Battleship Memorial Park

Drum a été donné à la Commission des cuirassés de l'USS Alabama le 14 avril 1969. Il a été remorqué jusqu'au Battleship Alabama Memorial Park à Mobile, en Alabama, arrivant le 18 mai 1969. Drum a été inauguré et ouvert au public le 4 juillet 1969.
Le sous-marin a été déclaré National Historic Landmark de l'Alabama en 1986.
Le Drum était amarré dans les eaux derrière l'USS Alabama, jusqu'à ce qu'il soit considérablement endommagé par l'onde de tempête de l'ouragan Georges en 1998. En conséquence, il est maintenant exposé à terre. L'Alabama et le Drum ont également subi des dommages lors de l'ouragan Katrina le 29 août 2005. Les visites à bord du Drum ont repris le 9 janvier 2006. La plupart des fonds pour entretenir le sous-marin proviennent d'une communauté d'anciens combattants sous-marins américains.
À partir de 2015, la restauration du Drum a progressé à un rythme extraordinaire, y compris la reconstruction complète d'une partie des sections de proue et de poupe et l'installation de nouvelles poutres en I à l'intérieur des ballasts pour supporter le poids total du sous-marin.

## Galerie

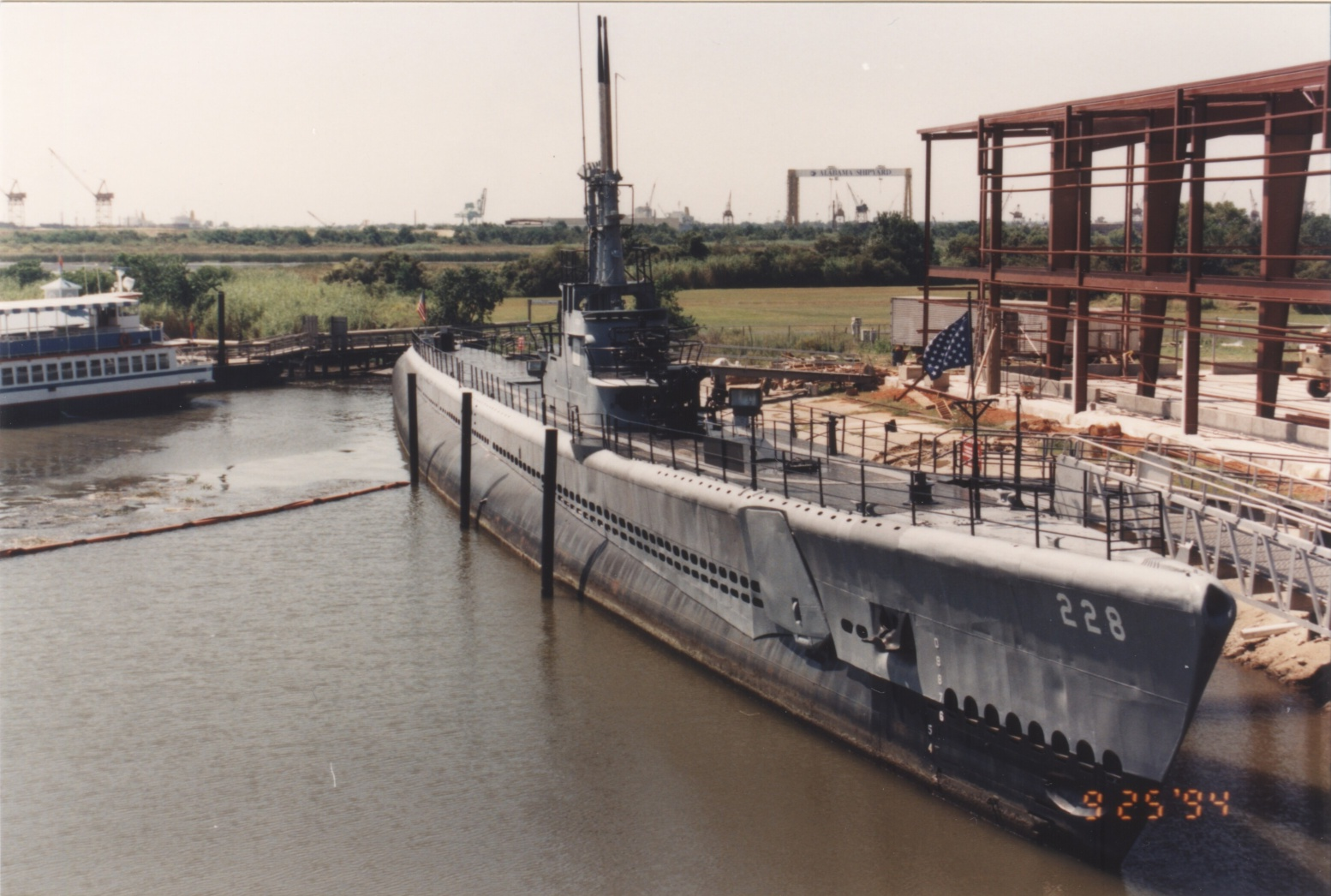
USS Drum en 1994
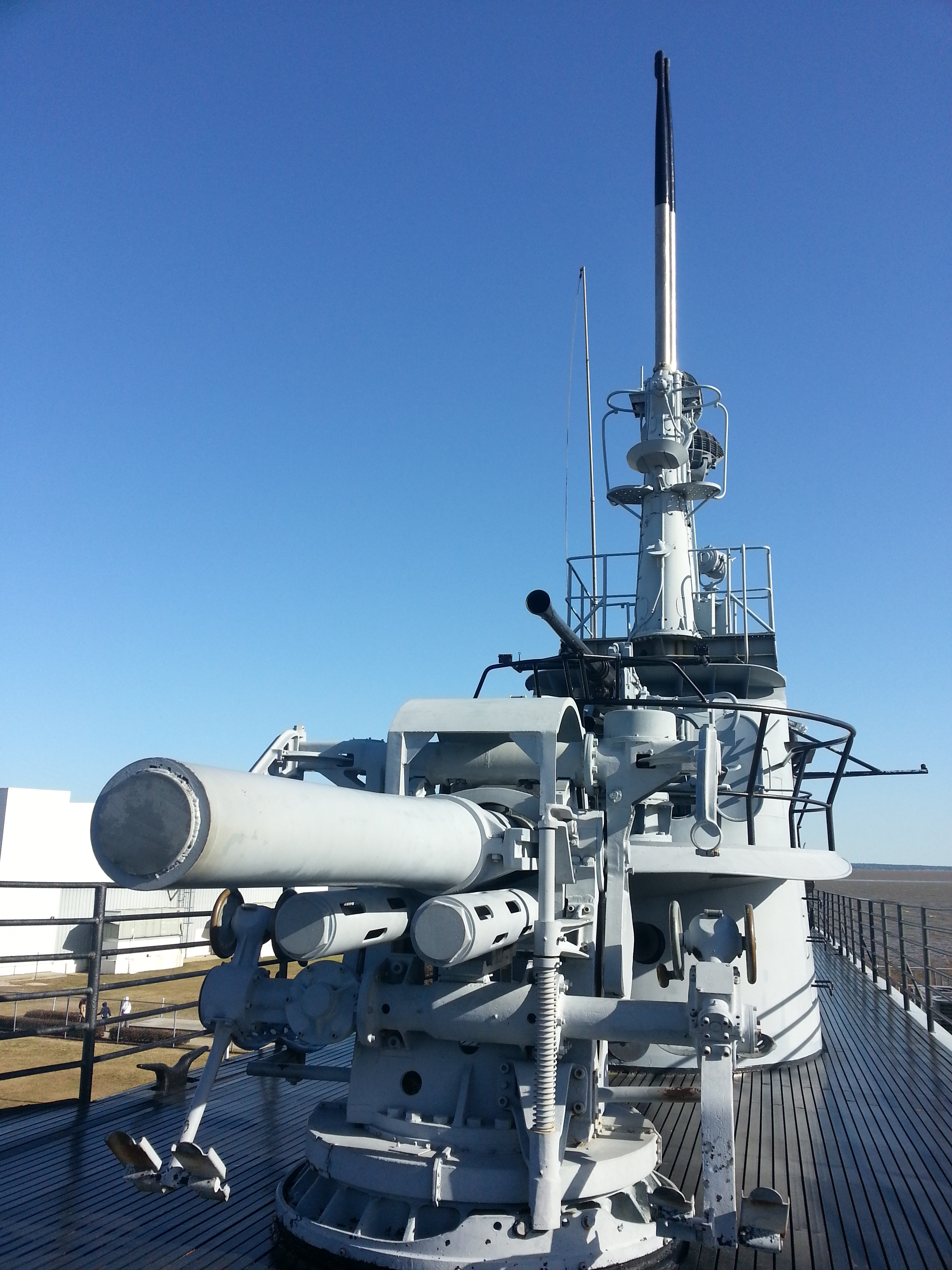
Canon de pont de 76 mm
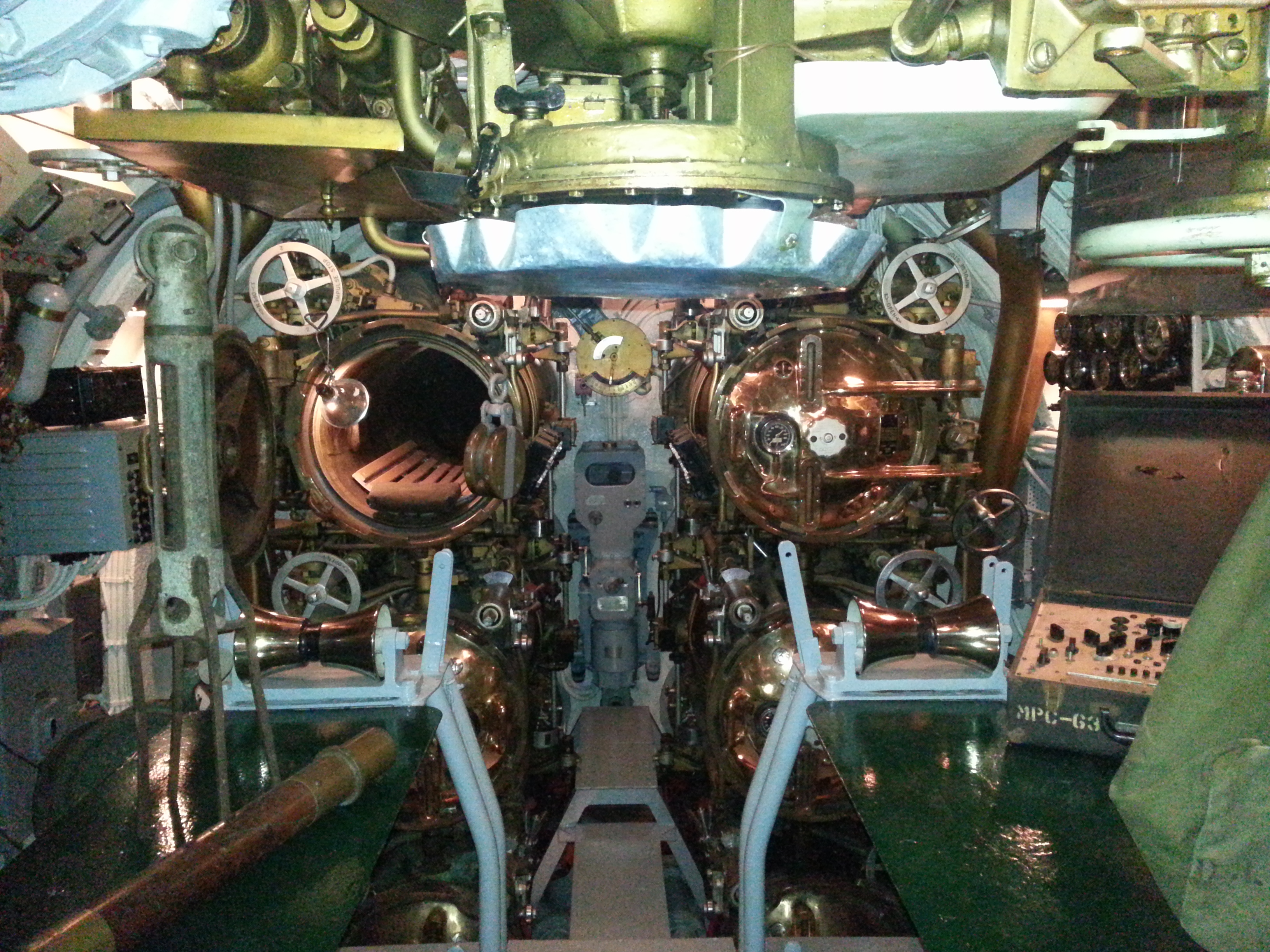
Salle de lance-torpilles